# Pranobeks inozyny
Pranobeks inozyny (Isoprinosine, Inosiplex) – mieszanina inozyny z kwasem 4-acetamidobenzoesowym i 1-dimetyloamino-2-propanolem (w stosunku molowym 1:3) stosowana jako lek przeciwwirusowy i immunostymulujący w zakażeniach wirusem opryszczki zwykłej (HSV), innych infekcjach wirusowych, a także w niektórych chorobach wynikających z reakcji autoimmunologicznej.
Działanie przeciwwirusowe i immunomodulujące zostało potwierdzone w badaniach in vitro na komórkach ludzkich, in vivo w badaniach na zwierzętach i w ograniczonym stopniu w badaniach przedklinicznych na ludziach. Ustalono, że jest to substancja bezpieczna, jednak wymaga szerszych badań i nie została zalecana przez organizacje medyczne do leczenia chorób wirusowych. Nie dowiedziono jej efektywności w leczeniu infekcji górnych dróg oddechowych związanych z przeziębieniem i grypą, przy czym odradza się stosowanie jej w tym celu u dzieci, zwłaszcza poniżej 1 roku życia.

## Mechanizm działania
Pranobeks inozyny hamuje syntezę wirusowego mRNA, wpływając na proces translacji. Ponadto stymuluje wydzielanie niektórych cytokin, przez co działa na limfocyty T oraz makrofagi, powoduje też zwiększenie produkcji niektórych przeciwciał. W ten sposób moduluje działanie układu odpornościowego.
W badaniach na myszach stwierdzono także działanie typu antydepresyjnego.

## Wskazania do stosowania leku
Pranobeks inozyny stosowany jest:
- jako lek pomocniczy w zakażeniach wirusem opryszczki zwykłej (HSV-I i HSV-II), w tym w opryszczce narządów płciowych – badania kliniczne wykazały, że jest on znacznie mniej skuteczny od acyklowiru[11][12]
- w podostrym stwardniającym zapaleniu mózgu[13], choć niektóre badania zaprzeczają skuteczności leku w tej chorobie[14]

Ponadto lek ten próbowano wykorzystywać na etapie badań w terapii innych schorzeń:
- opisywane są próby stosowania pranobeksu inozyny w leczeniu łysienia plackowatego[15]
- we wcześniejszych doniesieniach opisywano także opóźnianie przez pranobeks inozyny u zakażonych HIV rozwoju AIDS i przeciwdziałanie rozwojowi u tych pacjentów zapalenia płuc powodowanego przez Pneumocystis jiroveci[16]; inne badania nie potwierdzały aktywności leku wobec HIV[17]

## Przeciwwskazania
Pranobeks inozyny przeciwwskazany jest u chorych z nadwrażliwością na ten lek. Należy stosować go ostrożnie w przypadku niewydolności nerek, dny moczanowej, hiperurykemii i kamicy układu moczowego.

## Stosowanie leku w ciąży i w okresie laktacji
Leku nie należy stosować w czasie ciąży i karmienia piersią.

## Interakcje
Leki immunosupresyjne mogą osłabiać działanie pranobeksu inozyny.

## Działania niepożądane
Lek bardzo często powoduje wzrost stężenia kwasu moczowego, jednak po odstawieniu leku stężenie to zwykle wraca do normy. Przy wielomiesięcznym stosowaniu pacjenci często doświadczają szeregu efektów niepożądanych: bóle nadbrzusza, głowy i stawów, świąd, wysypka, nudności, wymioty, zmęczenie, złe samopoczucie i zawroty głowy. W organizmie dochodzi przy tym do zwiększenia aktywności aminotransferaz i fosfatazy alkalicznej oraz następuje zwiększenie stężenia azotu mocznikowego we krwi.

## Preparaty
W Polsce dostępny jest w formie syropu lub tabletek pod nazwami Eloprine, Groprinosin, Isoprinosine, Neosine, Neotac i Pranosin.

## Dawkowanie
Lek podaje się doustnie. Dawkę oraz częstotliwość podawania leku ustala lekarz. Dla osób dorosłych standardowa dawka wynosi 50 mg/kg masy ciała na dobę, zwykle 1 g 3–4 razy na dobę (co 6 godzin). Lek podaje się również przez 1–2 dni po ustąpieniu objawów choroby.

## Wycofanie reklamy w 2016
3 marca 2016 r. Główny Inspektor Farmaceutyczny nakazał zaprzestania emisji reklamy telewizyjnej syropu dla dzieci Neosine. Zdaniem GIF reklama wprowadzała odbiorców w błąd, przekazując nieprawdziwe informacje dotyczące bezpodstawnie szerokich wskazań do stosowania leku jako „zapobiegającego grypie”.